# Sołomon Wygodski
Sołomon Lwowicz Wygodski (ros. Соломон Львович Выгодский; ur. 1899 w mieście  Icznia, zm. 13 grudnia 1978 w Leningradzie) – radziecki ekonomista marksistowski, doktor nauk ekonomicznych, profesor, uhonorowany tytułem „Zasłużony Działacz Nauki RFSRR”. Syn Witalij Wygodski (1928–1998) również był ekonomistą, pracownikiem Instytutu Marksizmu-Leninizmu przy KC KPZR.

## Wybrane prace
- Aleksiej Bielakow, Fiodor Burłacki, Jurij Melwil, Abram Milejkowski, Sołomon Wygodzki, i in.: Podstawy marksizmu-leninizmu : podręcznik (Tyt. oryg.: Osnovy marksizma-leninizma). Pod redakcją Otto Kuusinena, tłumacz Regina Hekker i in.. Warszawa: Książka i Wiedza, 1960. Brak numerów stron w książce